# شهرستان اوسیج (میزوری)
شهرستان اوسیج، میزوری (به انگلیسی: Osage County, Missouri) یک سکونتگاه مسکونی در ایالات متحده آمریکا است که در میزوری واقع شده‌است.